# Маріяш Гриць
Маріяш Гриць — український галицький інженер, громадський діяч. Діяч УСДП, делегат Української Національної Ради ЗУНР, представляв свою партію.